# 이지한 (축구 선수)
이지한(李知翰, 2003년 1월 8일 ~ )은 대한민국의 축구 선수로 포지션은 왼쪽 윙어, 오른쪽 윙어, 공격형 미드필더이며 현재 K리그2 화성 FC 소속이다.

## 참고 자료
- '독일산 윙어' 이지한은 4년 전 정우영을 떠올리게 한다.